# تورستن كراخت
تورستن كراخت (بالألمانية: Torsten Kracht)‏ (4 أكتوبر 1967 بغريما في ألمانيا - ) هو لاعب كرة قدم ألماني (وحمل سابقاً جنسية ألمانيا الشرقية) في مركز الدفاع. شارك مع منتخب ألمانيا الشرقية لكرة القدم. أما مع النوادي، فقد لعب مع آينتراخت فرانكفورت ولوكوموتيف لايبزيغ ونادي بوخوم ونادي شتوتغارت ونادي كارلسروه.

## وصلات خارجية
- تورستن كراخت على موقع الاتحاد الدولي (مؤرشف)  (الإنجليزية)
- تورستن كراخت على موقع قاعدة بيانات كرة القدم.إي يو (الإنجليزية)
- تورستن كراخت على موقع بيانات كرة القدم. دي إي (الألمانية)
- تورستن كراخت على موقع ناشيونال فوتبول تيمز (الإنجليزية)
- تورستن كراخت على موقع عالم كرة القدم.نت (الإنجليزية)